# Ilimotama Jese
Ilimotama Jese (* 16. März 1990) ist ein fidschianischer Fußballspieler, welcher meist in der Innenverteidigung eingesetzt wird. Er steht auf den Fidschi-Inseln beim Nadi FC unter Vertrag und gehört seit 2015 regelmäßig zum Kader der fidschianischen Fußballnationalmannschaft.

## Karriere
Unter Nationaltrainer Juan Carlos Buzzetti gab er am 19. August 2015 sein Debüt in der fidschianischen Fußballnationalmannschaft. Beim 5:0-Sieg im Freundschaftsspiel gegen Tonga wurde er in der 83. Minute gegen Ilisoni Logaivau eingewechselt. Sein erstes Pflichtspiel für die Republik Fidschi absolvierte er am 28. Mai 2016 im WM-Qualifikationsspiel gegen Neuseeland. Unter dem neuen Nationaltrainer Frank Farina absolvierte er bei der 1:3-Niederlage die gesamten 90 Minuten.